# Салчия
Салчия (на молдовски: Salcia) е село, разположено в Тараклийски район, Молдова.

## Население
Населението на селото през 2004 година е 382 души, от тях:
- 192 – гагаузи (50,26 %)
- 96 – българи (25,13 %)
- 54 – молдовци (14,13 %)
- 22 – руснаци (5,76 %)
- 17 – украинци (4,45 %)
- 1 – поляк (0,26 %)